# Uranotaenia recondita
Uranotaenia recondita är en tvåvingeart som beskrevs av Edwards 1922. Uranotaenia recondita ingår i släktet Uranotaenia och familjen stickmyggor. Inga underarter finns listade i Catalogue of Life.